# Zwemmen op de Olympische Zomerspelen 2024 – 100 meter schoolslag vrouwen
De 100 meter schoolslag vrouwen op de Olympische Zomerspelen 2024 vond plaats op 28 en 29 juli 2024 in de Paris La Défense Arena. Regerend olympisch kampioene was Lydia Jacoby.

## Records
Voorafgaand aan het toernooi waren dit het wereldrecord en het olympisch record
| Wereldrecord     | Lilly King    | 1.04,13 | Boedapest | 25 juli 2017 |
| Olympisch record | Tatjana Smith | 1.04,82 | Tokio     | 25 juli 2021 |

## Uitslagen
Na afloop van de series kwalificeerden de zestien snelste zwemmers zich voor de halve finales, de snelste acht uit de halve finales gingen door naar de finale.

### Series
| Rang | Serie | Baan | Naam                | Land               | Tijd    | Bijz. |
| ---- | ----- | ---- | ------------------- | ------------------ | ------- | ----- |
| 1    | 4     | 5    | Tatjana Smith       | Zuid-Afrika        | 1.05,00 | Q     |
| 2    | 5     | 4    | Tang Qianting       | China              | 1.05,63 | Q     |
| 3    | 5     | 3    | Mona McSharry       | Ierland            | 1.05,74 | Q     |
| 4    | 4     | 6    | Satomi Suzuki       | Japan              | 1.06,04 | Q     |
| 5    | 3     | 4    | Lilly King          | Verenigde Staten   | 1.06,10 | Q     |
| 6    | 5     | 5    | Benedetta Pilato    | Italië             | 1.06,19 | Q     |
| 7    | 3     | 2    | Anastasia Gorbenko  | Israël             | 1.06,22 | Q, WD |
| 8    | 5     | 7    | Eneli Jefimova      | Estland            | 1.06,24 | Q     |
| 9    | 4     | 4    | Rūta Meilutytė      | Litouwen           | 1.06,34 | Q     |
| 10   | 4     | 1    | Alina Zmushka       | Neutrale atleten   | 1.06,37 | Q     |
| 10   | 3     | 6    | Lisa Angiolini      | Italië             | 1.06,37 | Q     |
| 12   | 3     | 5    | Angharad Evans      | Groot-Brittannië   | 1.06,38 | Q     |
| 13   | 5     | 6    | Sophie Hansson      | Zweden             | 1.06,66 | Q     |
| 14   | 4     | 3    | Tes Schouten        | Nederland          | 1.06,69 | Q     |
| 15   | 5     | 2    | Kotryna Teterevkova | Litouwen           | 1.06,76 | Q     |
| 16   | 4     | 8    | Macarena Ceballos   | Argentinië         | 1.06,89 | Q     |
| 17   | 4     | 7    | Yang Chang          | China              | 1.06,91 | Q     |
| 18   | 5     | 8    | Sophie Angus        | Canada             | 1.06,93 |       |
| 19   | 3     | 3    | Reona Aoki          | Japan              | 1.06,98 |       |
| 20   | 3     | 1    | Anna Elendt         | Duitsland          | 1.07,00 |       |
| 21   | 5     | 1    | Dominika Sztandera  | Polen              | 1.07,22 |       |
| 22   | 2     | 4    | Jenna Strauch       | Australië          | 1.07,27 |       |
| 23   | 3     | 8    | Lisa Mamié          | Zwitserland        | 1.07,65 |       |
| 23   | 4     | 2    | Emma Weber          | Verenigde Staten   | 1.07,65 |       |
| 25   | 3     | 7    | Letitia Sim         | Singapore          | 1.07,75 |       |
| 26   | 2     | 3    | Ida Hulkko          | Finland            | 1.08,73 |       |
| 27   | 2     | 5    | Jessica Vall        | Spanje             | 1.08,78 |       |
| 28   | 2     | 6    | Kristýna Horská     | Tsjechië           | 1.08,96 |       |
| 29   | 2     | 2    | Stefanía Gómez      | Colombia           | 1.09,16 |       |
| 30   | 2     | 7    | Emily Santos        | Panama             | 1.09,94 |       |
| 31   | 2     | 1    | Lynn El Hajj        | Libanon            | 1.10,27 |       |
| 32   | 2     | 8    | Lanihei Connolly    | Cookeilanden       | 1.10,45 |       |
| 33   | 1     | 4    | Rouxin Tan          | Maleisië           | 1.12,50 |       |
| 34   | 1     | 5    | Imane El Barodi     | Marokko            | 1.14,57 |       |
| 35   | 1     | 3    | Ellie Shaw          | Antigua en Barbuda | 1.14,78 |       |
| 36   | 1     | 6    | Aminata Barrow      | Gambia             | 1.15,12 |       |
| 37   | 1     | 2    | Lara Dashti         | Koeweit            | 1.15,67 |       |

### Halve finales
| Rang | Serie | Baan | Naam                | Land             | Tijd    | Bijz. |
| ---- | ----- | ---- | ------------------- | ---------------- | ------- | ----- |
| 1    | 2     | 4    | Tatjana Smith       | Zuid-Afrika      | 1.05,00 | Q     |
| 2    | 2     | 5    | Mona McSharry       | Ierland          | 1.05,51 | Q     |
| 3    | 2     | 3    | Lilly King          | Verenigde Staten | 1.05,64 | Q     |
| 4    | 1     | 4    | Tang Qianting       | China            | 1.05,83 | Q     |
| 5    | 1     | 2    | Alina Zmushka       | Neutrale atleten | 1.05,93 | Q     |
| 6    | 2     | 7    | Angharad Evans      | Groot-Brittannië | 1.05,99 | Q     |
| 7    | 1     | 3    | Benedetta Pilato    | Italië           | 1.06,12 | Q     |
| 8    | 2     | 6    | Eneli Jefimova      | Estland          | 1.06,23 | Q     |
| 9    | 1     | 6    | Lisa Angiolini      | Italië           | 1.06,39 |       |
| 10   | 2     | 1    | Tes Schouten        | Nederland        | 1.06,56 |       |
| 11   | 2     | 2    | Rūta Meilutytė      | Litouwen         | 1.06,89 |       |
| 12   | 1     | 5    | Satomi Suzuki       | Japan            | 1.06,90 |       |
| 13   | 1     | 7    | Sophie Hansson      | Zweden           | 1.06,96 |       |
| 14   | 1     | 8    | Yang Chang          | China            | 1.07,20 |       |
| 15   | 2     | 8    | Macarena Ceballos   | Argentinië       | 1.07,31 |       |
| 16   | 1     | 1    | Kotryna Teterevkova | Litouwen         | 1.07,48 |       |

### Finale
| Rang   | Baan | Naam             | Land             | Tijd    | Bijz. |
| ------ | ---- | ---------------- | ---------------- | ------- | ----- |
| Goud   | 4    | Tatjana Smith    | Zuid-Afrika      | 1.05,28 |       |
| Zilver | 6    | Tang Qianting    | China            | 1.05,54 |       |
| Brons  | 5    | Mona McSharry    | Ierland          | 1.05,59 |       |
| 4      | 1    | Benedetta Pilato | Italië           | 1.05,60 |       |
| 4      | 3    | Lilly King       | Verenigde Staten | 1.05,60 |       |
| 6      | 7    | Angharad Evans   | Groot-Brittannië | 1.05,85 |       |
| 7      | 8    | Eneli Jefimova   | Estland          | 1.06,50 |       |
| 8      | 2    | Alina Zmushka    | Neutrale atleten | 1.06,54 |       |